# モナハン県
モナハン県（愛: Contae Mhuineacháin、英: County Monaghan）は、アイルランドのアルスター地方の県。イギリスの北アイルランドに接している。2016年の人口は61,185人。

## 主な都市
- モナハン